# 揚·赫爾尼希
揚·赫尔尼希（捷克語：Jan Hernych，1979年7月7日—）是一位捷克職業網球運動員，1998年轉職業。2009年4月27日，他到達目前為止最高單打排名59位。

## 職業生涯
2006年，赫尔尼希在斯海爾托亨博斯首度闖進ATP單打賽事決賽，他被馬里奧·安契奇以6–0、5–7、7–5擊敗，獲得職業生涯第一座單打亞軍。
2009年5月，在慕尼黑的BMW公開賽，他參加雙打賽事與同胞伊禾·文拿合作，以6–4、6–4直落二盤獲勝，奪得首座ATP雙打賽事冠軍。
2011年1月，澳洲公開賽，他與托馬斯·貝魯奇大戰五盤，以6–2、611–7、6–4、63–7、8–6，最終纏鬥至長局（Long Game）才險勝對手，首度進入大滿貫系列賽第三輪，他被第四種子羅賓·索德靈以6–3、6–1、6–4直落三盤淘汰，不過仍創下大滿貫最佳單打戰績。

## 生涯统计

### 单打

#### 亞軍 (1)
| 赛事类别                                        |
| 大滿貫賽事 (0次亞軍)                            |
| ATP年終賽（大師盃）/ 世界巡迴總決賽 （0次亞軍） |
| ATP大師系列賽/ 世界巡迴大師賽 1000 （0次亞軍）  |
| ATP黃金國際巡迴賽 / 世界巡迴賽 500 （0次亞軍）  |
| ATP國際巡迴賽 / 世界巡迴賽 250 （1次亞軍）      |

| 依場地性質分類 |
| 硬地 （0）     |
| 草地 （1）     |
| 紅土 （0）     |
| 室內地毯 （0） |

| 依室內外分類 |
| 室外 （1）   |
| 室內 （0）   |

| 次數 | 日期          | ATP男單賽事        | 場地 | 決賽對手      | 決賽比分      |
| 1.   | 2006年6月19日 | 荷蘭斯海尔托亨博斯 | 紅土 | 馬里奧·安契奇 | 6–0、5–7、7–5 |

### 雙打

#### 冠軍 (1)
| 赛事类别                                        |
| 大滿貫賽事 （0次冠軍）                          |
| ATP年終賽（大師盃）/ 世界巡迴總決賽 （0次冠軍） |
| ATP大師系列賽/ 世界巡迴大師賽 1000 （0次冠軍）  |
| ATP黃金國際巡迴賽 / 世界巡迴賽 500 （0次冠軍）  |
| ATP國際巡迴賽 / 世界巡迴賽 250 （1次冠軍）      |

| 依場地性質分類 |
| 硬地 （0）     |
| 草地 （0）     |
| 紅土 （1）     |
| 室內地毯 （0） |

| 依室內外分類 |
| 室外 （0）   |
| 室內 （1）   |

| 次數 | 日期          | ATP男單賽事 | 場地 | 搭擋      | 決賽對手                | 決賽比分 |
| 1.   | 2009年5月11日 | 德國慕尼黑  | 紅土 | 伊禾·文拿 | 艾希利·費許爾 喬丹·卡爾 | 6–4、6–4 |

## 外部連結
- 揚·赫爾尼希（英文/西班牙文）的官方資料
- 揚·赫爾尼希的國際網球總會 職業／青少年 官方資料（英文）
- 揚·赫爾尼希的官方資料（英文）